# Bertram Forer
Bertram R. Forer (Springfield (Massachusetts), 24 oktober 1914 - 6 april 2000) was een Amerikaans psycholoog die het meest bekend is vanwege de beschrijving van het naar hem genoemde Forer-effect, soms ook subjectieve validatie genoemd.
Forer werd geboren in Springfield (Massachusetts) en studeerde af aan de Universiteit van Massachusetts Amherst in 1936. Hij ontving zijn M.A.- en doctorstitel in de klinische psychologie aan de Universiteit van Californië - Los Angeles.
Hij werkte als psycholoog en bestuurder in een militair ziekenhuis in Frankrijk tijdens de Tweede Wereldoorlog. Na zijn terugkeer in de Verenigde Staten werkte hij in een kliniek voor geestelijke gezondheidszorg  van het Amerikaanse ministerie van Veteranenzaken in Los Angeles en in een privépraktijk in Malibu (Californië).
In zijn klassiek geworden experiment uit 1948 gaf hij een persoonlijkheidstest aan zijn studenten. In plaats van alle testen afzonderlijk te scoren en individuele uitslagen te geven, gaf hij alle studenten exact dezelfde analyse overgenomen uit een astrologierubriek uit de krant. De studenten werd vervolgens gevraagd om de beschrijving op een schaal van nul tot vijf te evalueren, waarbij een score van vijf de beste mogelijke beschrijving zou zijn. De gemiddelde waardering bleek 4,26. Het experiment is sindsdien honderden keren herhaald, waarbij het gemiddelde altijd rond de 4,2 blijft. 
Het Forer-effect laat zien dat mensen de neiging hebben om heel algemene beschrijvingen van hun persoonlijkheid te accepteren, zonder zich te realiseren dat dezelfde analyse op iedereen van toepassing zou kunnen zijn, omdat mensen nu eenmaal graag willen dat de resultaten waar zijn. Dit experiment is frequent geciteerd als kritiek op andere persoonlijkheidstesten, zoals de  Myers-Briggs Type Indicator.